# Gliocephalis
Gliocephalis — рід грибів родини Pyxidiophoraceae. Назва вперше опублікована 1899 року.

## Класифікація
До роду Gliocephalis відносять 2 види:
- Gliocephalis hyalina
- Gliocephalis pulchella